# Cratere Nishanu
Nishanu è un cratere sulla superficie di Rea.